# الاحتجاجات التايلندية 2010
سلسلة مطولة من الاحتجاجات السياسية حدثت في بانكوك، تايلند، في 2010 من مارس إلى مايو ضد الحكومة بقيادة الحزب الديمقراطي. الاحتجاجات نظمتها الجبهة المتحدة الوطنية للديمقراطية ضد الديكتاتورية (UDD) (المعروفين باسم «القمصان الحمر»). وقد طالبت UDD رئيس الوزراء أبهيسيت فيجاجيفا بأن يحل البرلمان ويعقد انتخابات. وقد فشلت مفاوضات متكررة في التوصل لتاريخ للانتخابات. وقد تصاعدت الاحتجاجات لتصبح مواجهات عنيفة مطولة بين المتظاهرين والجيش، وقد فشلت محاولات التفاوض حول وقف لإطلاق النار. بتعدت التظاهرات عدد مليون متظاهر في عدة أيام خلال تلك السلسلة من النظاهرات. وقد قـُتِل أكثر من 80 مدني و 6 جنود/ وجـُرح أكثر من 2,100 قبل أن ينجح الجيش في قمع المتظاهرين في 19 مايو. إلا أن الاضطرابات سرعان ما انتشرت في أرجاء تايلند.[بحاجة لمصدر]
برزت المعارضة الشعبية لحكومة أبهيسيت فيجاجيفا طيلة 2009، بسبب «الانقلاب القضائي» المثير للجدل في 2008 الذي حظر حزب پلڠ پراچاچون و«الانقلاب الصامت» الذي سمح للديمقراطيين بتشكيل حكومة تآلف. وفي فبراير 2010، شدد أبهيسيت الأمن تحسباً لقرار المحكمة العليا بمصادرة الحسابات المصرفية لثاكسين شيناواترا المجمدة منذ الانقلاب العسكري 2006. حزب الجبهة لم يعترض آنئذ، بل أعلن اعتراضاته في 14 مارس في بانكوك ليطالب بانتخابات جديدة. شدد أبهيسيت قبضته الأمنية. وتصاعدت الرقابة، وتم اغلاق محطات راديو تلفزيون ومواقع إلكترونية عديدة رؤي أنها متعاطفة مع حزب UDD.[بحاجة لمصدر]
مظاهرات 14 مارس كان الأكبر في تاريخ تايلند والأكثر سلمية. وقد تجمع المتظاهرون حول جسر فان فاه. وقد أتى معظم المتظاهرون من خارج بانكوك. المتفاوضون يفشلون في الاتفاق على تاريخ للانتخابات. عشرات الهجمات بالقنابل اليدوية من الراجمة إم79 وقعت بعيداً عن فان فاه، إلا أنه لم يحدث اصابات أو اعتقالات. وفي أبريل، انتقل المتظاهرون إلى تقاطع راچاپراسوڠ. وقد أُعلِنت حالة الطوارئ في بانكوك في 8 أبريل، لحظر التجمعات السياسية لأكثر من خمسة أشخاص. وفي 10 أبريل، انقض الجيش، بدون نجاح، فان فاه، وقد أسفر الهجوم عن 24 قتيل، بما فيهم صحفي ياباني وخمس جنود، وأكثر من 800 جريح. الإعلام التايلندي أطلق على القمع اسم «أبريل الفظ Cruel April» ((بالتايلندية: เมษาโหด)). فشلت المفاوشات الاضافية في التوصل لتاريخ للانتخابات. وفي 22 أبريل، نتج عن هجمات بالقنابل اليدوية مقتل شخص واصابة 86 آخرين. دخل أعضاء UDD دخلوا مستشفى چولالوڠ‌كورن بحثاً - بدون جدوى- عن المهاجمين. ولاحقاً أشار خبير الطب الشرعي پورنثيپ روجاناسوناند أن المستشفى قد تكون مصدر الهجمات. إلا أنه لم يحدث أي اعتقالات. ولم يحظ مقترح من الجبهة بموعد للانتخابات في ثلاثة أشهر بقبول أبهيسيت. وفي 28 أبريل، تصادم الجيش والمتظاهرين في شمال بانكوك، مما أدى لجرح 16 متظاهراً ومقتل جندي، بالرغم من وجود ادعاءات بأن الوفاة كانت بسبب نيران صديقة. غادرت الجبهة فان فاه وجمعت المتظاهرين في راچاپراسوڠ. وفي 3 مايو، أعلن أبهيسيت «خارطة طريق» تصالحية وانتخابات لتنعقد في 14 نوفمبر. خارطة الطريق قبلتها الجبهة مبدئياً، ولكن بعد أن اضافوا بعض الشروط، فسحبت الحكومة العرض.

## الخط الزمني
- 14 آذار/مارس 2010: القمصان الحمر يلتقون في بانكوك، ويعقدوا أول مظاهرة كبيرة، يحتلون حي المباني الحكومية. المشاركة لم تبلغ مليون التي كانت مستهدفة.
- 16 آذار/مارس 2010: المتظاهرون يرشون دماءهم على مقر الحكومة
- 30 آذار/مارس 2010: جولة محادثات مع الحكومة تنتهي بدون حل
- 3 نيسان/أبريل 2010: القمصان الحمر يحتلون منطقة تسوق بانكوك
- 7 نيسان/أبريل 2010: رئيس الوزراء أبهيسيت يعلن حالة الطوارئ
- 10 نيسان/أبريل 2010: قوات الجيش تحاول إخلاء المتظاهرين؛ 25 قتيل ومئات الجرحى
- 22 نيسان/أبريل 2010: انفجارات قنابل يدوية تقتل شخصاً وتجرح 85 بالقرن من مركز المظاهرات؛ كلا الجانبين يتهم الآخر
- 28 نيسان/أبريل 2010: شرطي يلقى مصرعه في صدامات في شمال بانكوك[9]
- 13–17 أيار/مايو 2010: 36 قتيل في اشتباكات بانكوك[10]
- 19 أيار/مايو 2010 : الجيش التايلندي يجتاح معسكر المتظاهرين وينتج عن ذلك 6 قتلى. زعماء القمصان الحمر يستسلمون ويلقى القبض عليهم.